# مسرشمیت ب‌اف ۱۰۹
مسرشمیت ب‌اف ۱۰۹ (به آلمانی: Messerschmitt Bf 109) که گاهی ام‌ایی ۱۰۹ (Me 109) نیز خوانده می‌شود، یک هواگرد جنگنده تک‌باله تک‌موتوره تک‌سرنشین ساخت شرکت مسرشمیت بود که نخستین پروازش را روز ۲۹ ماه مه سال ۱۹۳۵ انجام داد و با تولید حدود ۳۴٬۰۰۰ فروند از آن بین سال‌های ۱۹۳۶ تا ۱۹۴۵ به پر تولیدترین جنگنده در طول تاریخ بدل گشت.
این هواگرد که در اوائل دهه ۱۹۳۰ طراحی شد به همراه فوکه-وولف اف‌و ۱۹۰، جنگنده اصلی آلمان در تمامی جبهات جنگ جهانی دوم از جمله جبهه شرقی و شمال آفریقا بود. ب‌اف ۱۰۹ که در طول زمان در قالب مدل‌های مختلف توسعه یافت، با برخورداری از پیشرفته‌ترین فناوری‌های روز در نقش‌های مختلف شامل رهگیری، محافظت بمب‌افکن، جنگنده-بمب‌افکن، جنگنده روزانه، شبانه و تمامی شرایط آب و هوایی، تهاجمی و شناسایی با خلبانی تک‌خال‌های آلمانی و غیر آلمانی تا واپسین روزهای نبرد و با وجود طراحی هواگردهای جت به خدمت خود در لوفت‌وافه ادامه داد.
آلمانی‌ها این جنگنده را به چندین کشور دیگر نیز ارسال کردند که برخی از آن‌ها تا سال‌ها پس از پایان جنگ جهانی دوم نیز به فعالیت ادامه دادند.

## طراحی و توسعه

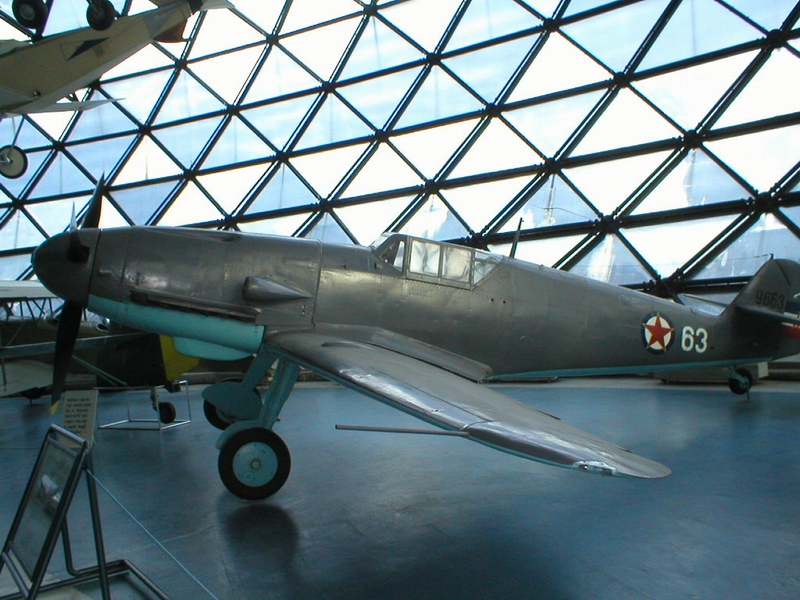
مسرشمیت ب‌اف ۱۰۹

### پیشینه
در سال ۱۹۳۳ وزارت هوانوردی رایش پس از تکمیل تحقیقات، برنامه‌ای جهت جایگزینی جنگنده‌های دوباله آرادو آر ۶۸ و هاینکل هائی ۵۱ تدوین نمود. اواخر ماه مارس همین سال این وزارتخانه ملزومات فنی جدیدی برای جنگنده‌های تک‌سرنشین منتشر کرد. این ملزومات شامل طول پرواز ۲۰ دقیقه‌ای در حداکثر سرعت ۴۰۰ کیلومتر بر ساعت در ارتفاع ۶٬۰۰۰ متری می‌شد. طول کلی پرواز ۹۰ دقیقه، مدت رسیدن به ارتفاع ۶٬۰۰۰ متری حداکثر ۱۷ دقیقه و سقف پرواز دست کم ۱۰٬۰۰۰ متر تعیین گردید. موتور یونکرس یومو ۲۱۰ می‌بایست نیرو محرکه را تأمین می‌کرد. تسلیحات مورد نظر یک توپ خودکار ۲۰ میلی‌متری درون موتور یا دو مسلسل هماهنگ‌شده ام‌گه ۱۷ ۷٫۹۲ میلی‌متری روی موتور یا ترکیب این دو بود. بارگیری بال نیز می‌بایست کمتر از ۱۰۰ کیلوگرم بر متر مربع نگاه داشته می‌شد.
برای تولید جنگنده مورد نظر در ابتدا ماه فوریه سال ۱۹۳۴ به سه شرکت ب‌اف‌و (بعدا مسرشمیت)، آرادو و هاینکل جهت رقابت سفارش ارسال گردید. ماه سپتامبر همان سال سفارش دیگری نیز به فوکه-وولف به عنوان شرکت چهارم ارائه شد. در این سفارش‌ها به دلیل تازگی موتور یونکرس یومو ۲۱۰، استفاده از موتور دایملر-بنز دی‌بی ۶۰۰ نیز مجاز شمرده شد. به رقابت‌کنندگان اعلام گردید تا اواخر سال فرصت دارند جهت انجام آزمایش‌ها سه پیش‌نمونه تحویل دهند.

### پیش‌نمونه‌ها
کار طراحی بر روی هواگرد مورد نظر در شرکت ب‌اف‌و تحت عنوان پروژه په. ۱۰۳۴ ماه مارس سال ۱۹۳۴ و تنها سه هفته پس از دریافت سفارش، آغاز شد. ماکت اولیه ماه مه و ماکت با جزئیات بیشتر ماه ژانویه سال ۱۹۳۵ تکمیل گردید. وزارت هوانوردی با استفاده از نام شرکت عنوان ب‌اف ۱۰۹ را برای روی این نمونه برگزید.
پیش‌نمونه نخست (فاو-۱) ماه مه سال ۱۹۳۵ تکمیل شد اما موتورهای جدید آلمانی هنوز آماده نبودند. برای به پرواز درآوردن این پیش‌نمونه وزارت هوانوردی چهار موتور کسترل ۶ شرکت بریتانیایی رولز-رویس را با یک فروند هاینکل هائی ۷۰ معاوضه کرد. پس از دریافت دو موتور، یکی از آن‌ها بر روی فاو-۱ نصب شد تا این پیش‌نمونه نخستین پرواز خود را اواخر ماه مه سال ۱۹۳۵ در فرودگاهی در آوگسبورگ انجام دهد. پروازهای آزمایشی فاو-۱ ماه سپتامبر به پایان رسید و هواگرد جهت مشارکت در رقابت، به مرکز آزمایش‌های لوفت‌وافه در پایگاه هوایی رشلین تحویل گردید.
پس از آماده شدن نخستین موتورهای یومو ۲۱۰، پیش‌نمونه دوم (فاو-۲) با موتور ۶۰۰ اسب بخاری یومو ۲۱۰آ ماه اکتبر سال ۱۹۳۵ آماده شد. پس از آن پیش‌نمونه سوم (فاو-۳) به عنوان نخستین مدل مسلح تولید گردید. پرواز این پیش‌نمونه به دلیل عدم دسترسی مجدد به موتور یومو ۲۱۰ تا ماه مه سال ۱۹۳۶ به تعویق افتاد.

### رقابت طراحی
پس از گذر از مرحله آزمایش و پذیرش اولیه لوفت‌وافه، هواگردهای حاضر جهت انجام رقابت‌های رو در رو به پایگاه هوایی تراومونده در شمال آلمان منتقل شدند. این هواگردها شامل پیش‌نمونه سوم آرادو آر ۸۰، پیش‌نمونه سوم فوکه-وولف اف‌و ۱۵۹، پیش‌نمونه چهارم هاینکل هائی ۱۱۲ و پیش‌نمونه دوم ب‌اف ۱۰۹ می‌شد.
به جهت عادت خلبان‌های لوفت‌وافه به هواگردهای دوباله و دارای اتاقک سر باز، در ابتدا ب‌اف ۱۰۹ مورد انتقاد قرار گرفت. با ورود هواگردهای آرادو و فوکه-وولف که گفته می‌شد به عنوان هواگرد ذخیره انتخاب شده بودند و مشخص شدن ضعف عیان آن‌ها، ب‌اف ۱۰۹ به یکی از هواگردهای پیشرو رقابت تبدیل شد. آر ۸۰ با بال مقعر (بعداً بال صاف) و ارابه فرود ثابت و پوشیده، بیش از اندازه سنگین و کم توان ظاهر گردید. کار بر روی این هواگرد پس از ساخت سه پیش‌نمونه متوقف شد. اف‌و ۱۵۹ با بال چتری، با وجود بهره‌گیری از برخی ویژگی‌های پیشرفته، با توجه به داشتن ارابه فرود جمع شونده پیچیده، غیرقابل اعتماد تلقی گردید. در این حال زاویه بالای بنده با سطح هنگام حرکت بر روی زمین که موجب دید ضعیف از جلوی هواگرد می‌شد، مجدداً موجب برانگیخته شدن انتقادات نسبت به ب‌اف ۱۰۹ شد.
در نمونه‌های اولیه ب‌اف ۱۰۹ که مورد آزمایش خلبانان قرار گرفت نمایش ضعیف از ب‌اف ۱۰۹ همه را دلسرد کرد. اتاقک ضعیف، بال‌های ضعیف و اهرم‌هایی ناکار آمد در دو مدل قدیمی پروژه را تا مرز شکست پیش برد. اما هنکل با حمله‌های رعد آسا خود توانست نظر رهبران لوفت‌وافه را جلب کند. از جنبه‌های مثبت این مدل وجود ۱۱۲ قطعه بود که موجب سهولت در نگهداری هواگرد می‌شد، نقص‌های اتاقک خلبان کاملاً برطرف شده بود و بال بارگذاری هواگرد پایین‌تر از مدل‌های قبلی طراحی شده بود که به شکلی قابل توجه در فرود آسان‌تر هواگرد دخالت داشت. اما نکته‌ای در مورد ساختار فاو-۴ نظر همه را به خود جلب کرده بود. ۱۸ درصد سنگین تر از مدل‌های اولیه ب‌اف ۱۰۹ بود بر این اساس مشخص شد که ضخامت بال که ۱۲٫۶ متر با مساحت ۲۳٫۲ متر در نمونه اول (فاو-۱) یک نقطه ضعف بوده که به خوبی در فاو-۴ برطرف شده‌است.
نمونه فاو-۴ کوچکتر از نمونه‌های سابق ب‌اف ۱۰۹ بود و حتی با وجود سنگینی بیشتر نسبت به مدل‌های اولیه به دلیل طراحی مناسب توانست ۳۰ کیلومتر در ساعت سریع‌تر از نمونه‌های قبلی پرواز کند. نمونه فاو-۴ ۱۱۲ برای تست با بال ۱۱٫۵ متر با مساحت ۲۱٫۶ متر آماده شده بود. موتور ارتقاء پیدا کرده بود و فاو-۴ موفق شد موتور یومو ۲۱۰دی‌آ را به عنوان قلب تپنده خود انتخاب کند. تست هواگرد ب‌اف ۱۰۹ نمونه فاو-۴ ۱۱۲ با موفقیت انجام پذیرفت به نحوی که هواگرد سراسر در هدایت خلبان بود. در ۱۲ مارس، وزارت هوانوردی رایش سندی منتشر کرد که به موجب آن ب‌اف ۱۰۹ طراحی شده توسط هنکل که به ۱۱۲ شهرت یافت به تولید انبوه برسد و مسرشمیت ۱۰۹ اولین نمایش عمومی خود را در المپیک برلین در سال ۱۹۳۶ انجام داد.

## ویژگی‌های طراحی

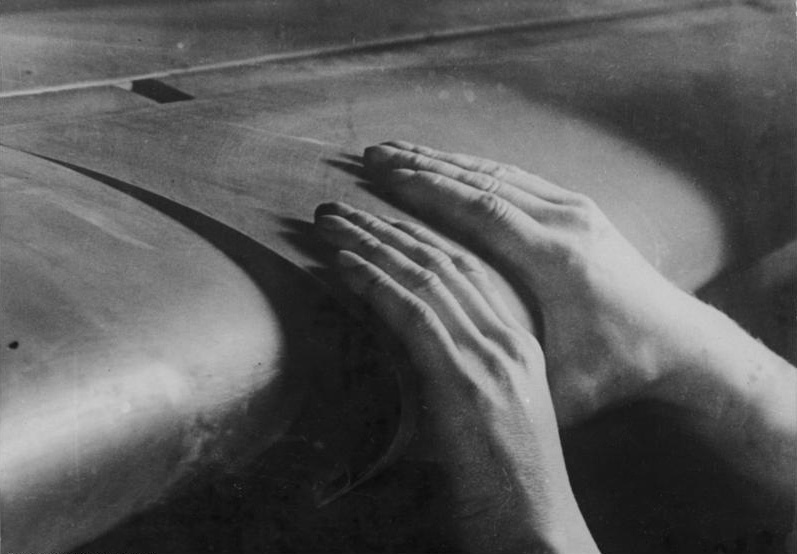
طراحی با استفاده از بالابرهای هیدرولیکی

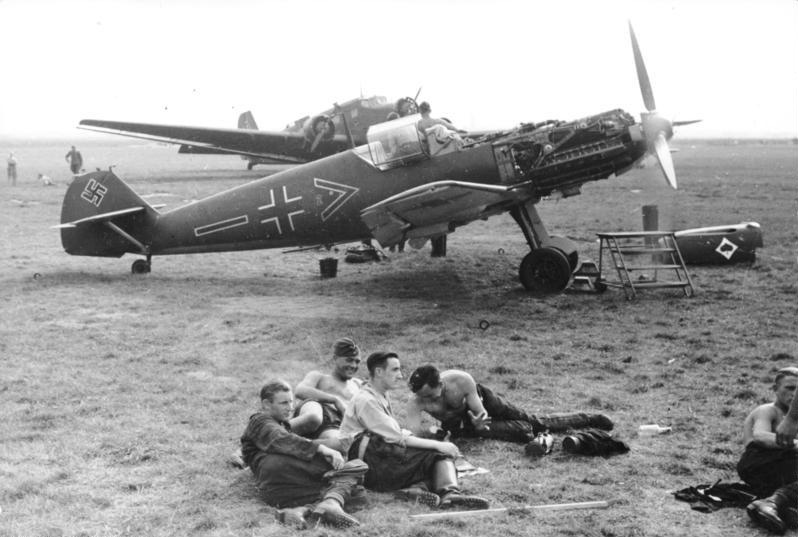
مدل ایی-۳ سال ۱۹۳۹

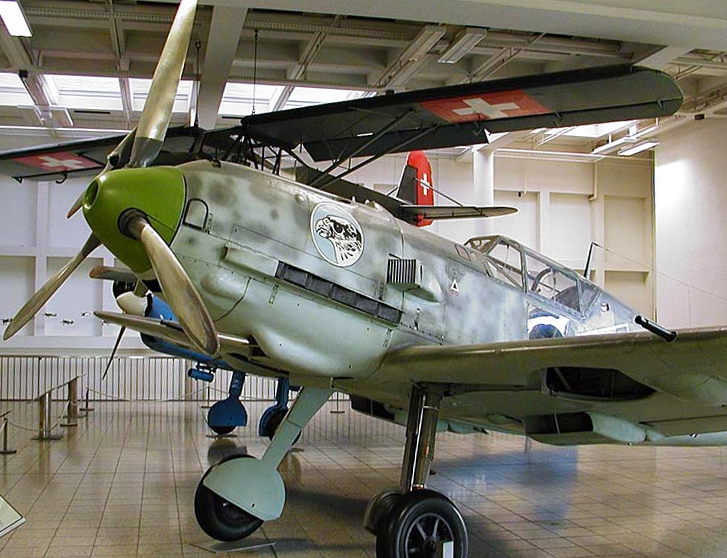
مدل ایی مجهز به مسلسل ۲۰ میلی‌متری

در نمونه ب‌اف ۱۰۸ قطعات تا حد ممکن سبک ساخته می‌شد و هدف کاهش قطعات تا حد ممکن بود. برای نمونه می‌توان به کم کردن قطعات اضافی که مسئولیت حفاظت از موتور را دارند اشاره کرد. این قطعات که معمولاً از آهن ساخته می‌شدند وزن بسیار زیادی به هواگرد تحمیل می‌کردند که در ب‌اف ۱۰۹ این قطعات حذف و قطعاتی با آلیاژهای سبک جایگزین آن‌ها شد.
نکته بسیار مهم در طراحی ب‌اف ۱۰۹ وجود چرخ‌هایی با قابلیت جمع شدن در بدنه بود. این چرخ‌ها با زاویه ۸۵ درجه نسبت به بدنه باز می‌شد و به نحوی طراحی شده بود که کمترین فشار اضافه برآن‌ها وارد می‌شد تا خلبان بتواند در بهترین شرایط ممکن هواگرد را بر زمین بنشاند. یکی از ضعف‌های عمده ب‌اف ۱۰۹ وجود چرخ کنترل کوچک در انتهای هواگرد بود، این چرخ کوچک توانایی حفظ کنترل هواگرد در زمان تیک آف را از خلبان می‌گرفت و در مواقع فرود احتمال آسیب دیدن این چرخ و خارج شدن هواگرد از مسیر فرود بسیار زیاد بود. یکی دیگر از اشکال‌های ب‌اف ۱۰۹ این بود که چرخ‌های جلو بسیار بلند بودند و این ارتفاع باعث می‌شد خلبان در هنگام حرکت بر روی باند دید خوبی نسبت به جلو نداشته باشد. همچنین سایه بان هواگرد زاویه‌ای بد داشت و این امر نیز به کم شدن زاویه دید خلبان در هنگام فرود و تیک آف منجر می‌شد. بر طبق گزارش‌ها ۱۰٪ از تمام ب‌اف ۱۰۹ها در مراحل برخاست و حوادث فرود از دست رفته‌اند و تعداد ۱٫۵۰۰ حادثه از این دست بین سال‌های ۱۹۳۹ تا ۱۹۴۱ رخ داده‌است.
پس از اتمام مراحل طراحی هواگرد مرحله طراحی قسمت‌های مرتبط با نصب سلاح‌ها آغاز شد. این مرحله به دلیل پیش‌بینی‌های قبلی و نیز نوع بدنه هواگرد کار زیاد دشواری نبود. موتور با اهرم‌هایی ایمن به بدنه متصل شده و می‌توان نسبت به مدل‌های قدیمی آن را راحت‌تر جابه‌جا کرد. پانل‌های بزرگ در زیر بال می‌توانست برای مواقع مورد نظر به آسانی برداشته شود. مخزن سوخت در زیر کابین خلبان تا انتهای هواگرد به صورت تخت کشیده شده‌است. به‌کارگیری پانل‌های کوچک برای دسترسی آسان به تمام قسمت‌های هواگرد از دیگر نکات برجسته ب‌اف ۱۰۹ بود.
برای ساخت موتور عمدتاً از قطعاتی با فلز منیزیم استفاده می‌شد. هر کدام از چرخ‌ها با اتصالاتی خوب به هواگرد متصل شده بودند. تمام لوله‌های انتقال به خوبی در بدنه جاسازی شده بودند، به نحوی که در معرض کمترین خطر آسیب دیدگی قرار داشتند و همچنین با رنگ‌های مختلف از هم متمایز شده بودند. تجهیزات الکترونیکی به خوبی در جعبه اتصالاتی با فلز سخت کار گذاشته شده بود تا از آسیب‌های احتمالی در امان باشد.
نکته دیگری در طراحی ب‌اف ۱۰۹ که آن را از دیگر رقبای خود برتر می‌ساخت اصلاح در ساختارهای لبه‌های بال‌ها بود. این ارتقاء سیستم کنترل باله‌ها، باعث شده بود هدایت هواگرد در هر حالتی ساده و مطمئن باشد. همچنین همان‌طور که در بخش‌های قبلی گفته شد در نمونه فاو-۴ ب‌اف ۱۰۹ بال‌های کوچکتری برای ب‌اف ۱۰۹ طراحی شده بود که این بال‌های کوچک سبب می‌شد هواگرد به راحتی به سرعت مورد نظر برسد اما در سرعت‌های پایین و در حرکت‌های نزولی عملکرد مناسبی نداشت. ب‌اف ۱۰۹ اقدام به نصب بالابر هیدرولیکی برای هدایت لبه‌ها کرد. نصب این تجهیزات باعث شد هواگرد در شرایط نزولی و سرعت پایین هم بتواند عملکرد مناسبی داشته باشد. ب‌اف ۱۰۹ یکی از پیشگامان استفاده از سامانه‌های بالابر در لبه‌های هواگرد بود.

## کاربرد

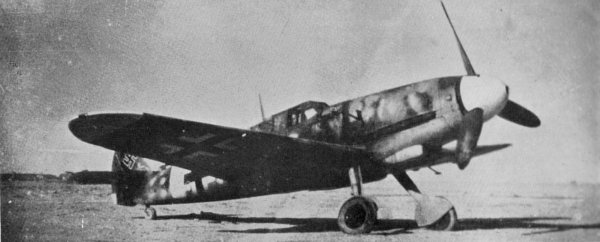
مسرشمیت ب‌اف ۱۰۹

از پایان سال ۱۹۴۱ ب‌اف ۱۰۹ در واقع به هواگرد رهگیر تبدیل شد و هر کدام از مدل‌های متعدد ب‌اف مختص وظیفه‌ای جداگانه ساخته شده بود. از جمله وظایف متعدد ب‌اف ۱۰۹ می‌توان به محافظت بمب‌افکن‌ها، کاربرد به عنوان جنگنده بمب‌افکن، بمب افکن ویرانگر، هواگرد شناسایی و استفاده ب‌اف ۱۰۹ در تمام حالت‌های ممکن از جمله روز یا شب، یا در هوایی بارانی یا صاف و آفتابی اشاره کرد. ب‌اف ۱۰۹ در طول جنگ و پس از آن برای کشورهای متعددی به جز آلمان خدمت کرده و کاربرد فراوانی در آن کشورها داشته. ب‌اف ۱۰۹ بیشترین تولید را در طول جنگ جهانی دوم داشت، تعداد ۳۳٫۹۸۴ فروند از این هواگرد ساخته شد که این مقدار تولید تا آوریل ۱۹۴۵ ادامه داشت. لوفت‌وافه اعلام کرد که حمله‌های این هواگرد به مواضع دشمن در طول جنگ جهانی دوم ۹۲۸ پیروزی در نبردهای هوایی برای آن‌ها به ارمغان آورده که این موفقیت‌ها عمدتاً در جبهه شرقی و نیز توسط خلبانان تک خال آلمانی در شمال آفریقا به‌دست آمده‌است. توسعه مداوم این جنگنده در کشورهای فنلاند، رومانی، کرواسی و مجارستان رقابتی قابل توجه با نمونه‌های شوروی و سایر متفقین به وجود آورده بود تا آنجا که در جبهه فنلاند مسرشمیت ب‌اف ۱۰۹گه توانست ۲۵ درصد پیروزی بیشتری نسبت به نمونه‌های قابل مقایسه جنگنده‌های شوروی به‌دست آورد.

## جنگ‌افزار
در تغییرات ساختاری که صورت گرفت سلاح‌ها از شلیک به پروانه به بال‌های هواگرد انتقال پیدا کرد. در مسرشمیت ۱۰۹ دو عدد مسلسل با کالیبر پایین و سبک‌وزن نصب شد. در سال ۱۹۳۷ هنگامی که عملکرد ب‌اف ۱۰۹ با هواگردهای هم نوع مقایسه شد کارشناسان در مورد ضعیف بودن قدرت آتش ب‌اف ۱۰۹ مطمئن شدند. طراحان بر آن شدند تا با اضافه کردن دو سلاح دیگر به هر بال در واقع ب‌اف ۱۰۹ را به چهار تیربار ۷٫۹۲ میلی‌متری مجهز کنند، اما مشکل اینجا بود که در کابین خلبان تنها امکان نصب دو سلاح در طرفین وجود داشت. به همین دلیل مسلسل‌های ۷٫۹۲ میلی‌متری حذف و مسلسل‌های  ۲۰ میلی‌متری جایگزین آن‌ها شدند، تنها در مدل ب‌اف ۱۰۹کا مسلسل ۳۰ میلی‌متری کار گذاشته شد.
مسرشمیت ۱۰۹ پس از موفقیت در جنگ داخلی اسپانیا به صورت رسمی وارد لوفت‌وافه شد و به دلیل برتری‌های چشم گیرش به ستون فقرات نیروی جنگنده تبدیل شد. موتور خطی درونی، پیستونی جنگنده ب‌اف ۱۰۹ هیچ‌گاه در طول خدمت به صورت کامل تعویض نشد و در مقطعی توسط گروه فوکه‌وولف شعاع موتور ب‌اف به ۱۹۰ ارتقاء پیدا کرد.

## کاربران
- آلمان
- بلغارستان
- کرواسی
- فنلاند
- مجارستان
- ایتالیا
- رومانی
- چکسلواکی
- اسلوونی
- اسپانیا
- سوئیس
- یوگسلاوی
- اسرائیل

## مشخصات فنی
مشخصات عمومی
- خدمه: ۱ نفر
- نیرومحرکه:

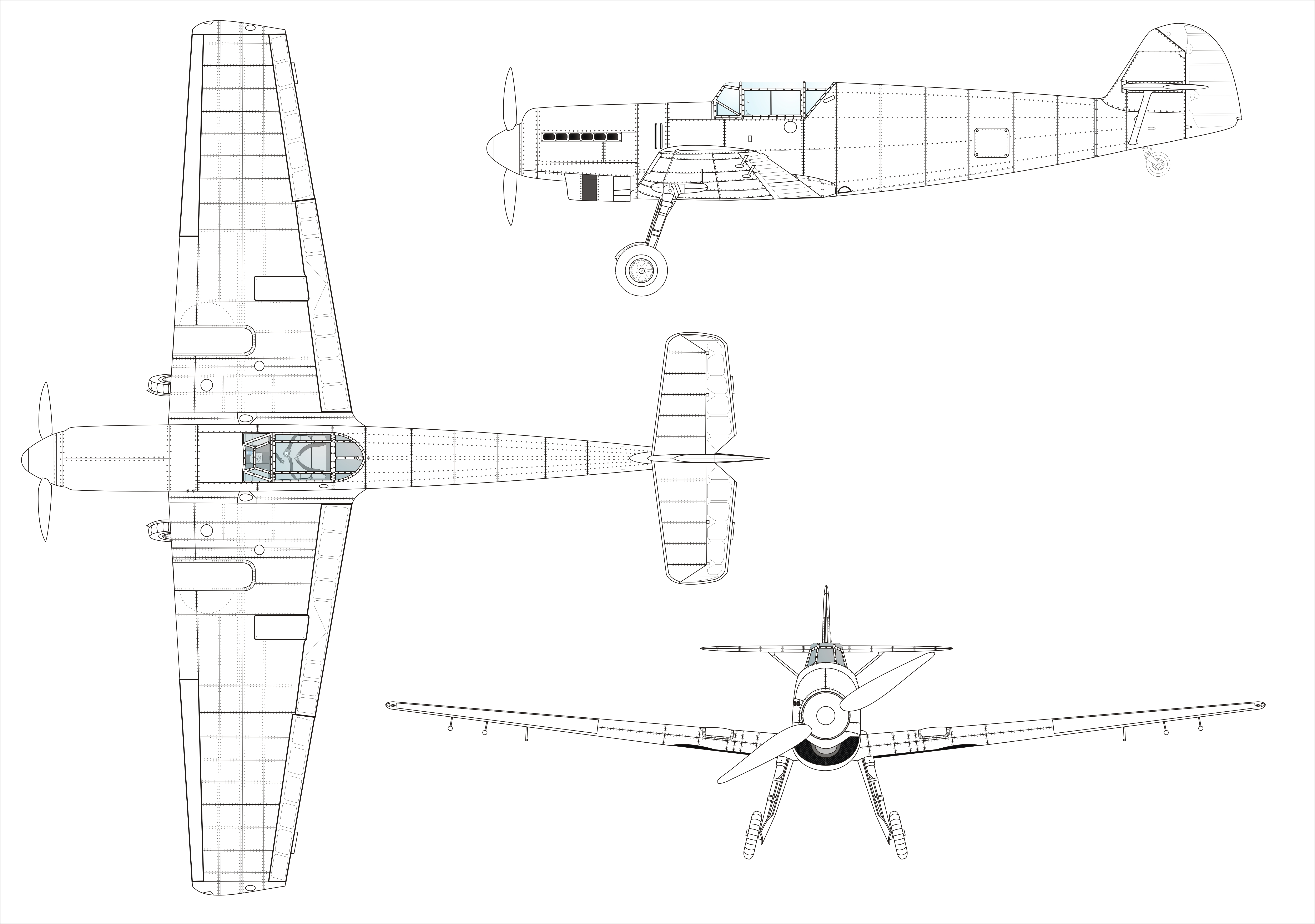

  - مدل اف: یک موتور دایملر-بنتس: ۱۳۰۰ اسب بخار[۱]

عملکرد
- حداکثر سرعت:
  - مدل ایی: ۵۸۰ کیلومتر بر ساعت[۱]
  - مدل اف: ۶۳۰ کیلومتر بر ساعت در ۶۷۰۰ متری[۱]
- برد: ۶۴۰ کیلومتر[۱]

تسلیحات
- مدل ایی:
  - ۲ × توپ خودکار ۲۰ میلی‌متری در بال‌ها[۱]
  - ۱ × مسلسل ۷٫۹۲ میلی‌متری روی موتور[۱]
- مدل اف:
  - ۱ × توپ خودکار ۱۵ یا ۲۰ میلی‌متری روی موتور
  - ۲ × مسلسل ۷٫۹۲ میلی‌متری روی موتور[۱]